# Donny Montell
Donatas Montvydas (Vilna, RSS de Lituania, Unión Soviética, 22 de octubre de 1987), más conocido como Donny Montell, es un cantante y compositor lituano, que representó a Lituania en el Festival de la Canción de Eurovisión en dos ocasiones: en 2012, en Bakú, Azerbaiyán; y en 2016, en Estocolmo, Suecia.

## Primeros años
Donatas Montvydas nació en Vilna, RSS de Lituania, Unión Soviética (actual Lituania). Su madre era gimnasta, su padre era un baterista del famoso grupo de hard rock "Plackartas" y su hermana mayor bailarina profesional. Su interés por la música comenzó a una edad muy temprana. A los seis años ya empezó a actuar públicamente cuando su maestra de canto le permitió participar en el concurso para jóvenes cantantes "Dainų dainelė" ("La canción de las canciones"), cantando "Aš kiškelis mažas" y consiguiendo ser el ganador de uno de los premios.

## Influencias musicales
Cuando era niño, fue muy influenciado por artistas como Michael Jackson o la banda de rock Queen. También admira a Freddie Mercury por su personalidad y afirmó que su padre es su mayor inspiración.

## Intentos de participar enEurovisión
Lleva desde 2009 participando en la final nacional de Lituania donde se selecciona al representante del país en Eurovisión, para intentar representar a Lituania en el festival y no lo consiguió hasta el año 2012. En el año 2016 volvió a representar a Lituania.
| Año  | Final Nacional | Canción                                                  | Resultado                  | Resultado  |
| Año  | Final Nacional | Canción                                                  | Final Nacional de Lituania | Eurovisión |
| ---- | -------------- | -------------------------------------------------------- | -------------------------- | ---------- |
| 2009 | "Dainų daina"  | "Remember Last Time“ "Dainų daina" (con Rosita Čivilytė) | #2 #11-20                  | - -        |
| 2010 | Final Nacional | "Running Fast"                                           | DSQ                        | -          |
| 2011 | Final Nacional | "Let Me“ "Best Friends“ (con Sasha Son)                  | #5 #10                     | - -        |
| 2012 | Final Nacional | "Love Is Blind“                                          | Ganador                    | 14º        |
| 2016 | Final Nacional | «I've Been Waiting for This Night»                       | Ganador                    | 9º         |

## Discografía
Lista de singles de Donny Montell:
- Running Fast (Single; 2010)
- Leisk Mylėt[6] (Single; 2010)
- Let Me (Single; 2010)
- Mano Vasara (Single; 2011)
- Yes Or No (Single; 2011)
- Love Is Blind (Single; 2012)
- I've Been Waiting for This Night (Single 2016)